# Métropole du Cap
La métropole du Cap ou municipalité métropolitaine de la ville du Cap (City of Cape Town en anglais, Stad Kaapstad Metropolitaanse Munisipaliteit en afrikaans et IsiXeko saseKapa en xhosa) est une municipalité métropolitaine en Afrique du Sud, gérant la ville du Cap, ses faubourgs, ses banlieues ainsi que les communes de la péninsule du Cap et l'archipel du Prince-Édouard. La municipalité compte 3 740 026 habitants selon le dernier recensement effectué en 2011.

## Constituants et démographie de la municipalité du Cap
| Villes et localités               | Lien de référence | Population | Langue maternelle dominante |
| --------------------------------- | ----------------- | ---------- | --------------------------- |
| Athlone                           | 199029            | 237 414    | Afrikaans                   |
| Atlantis                          | 199004            | 67 491     | Afrikaans                   |
| Belhar                            | 199021            | 56 234     | Afrikaans                   |
| Bellville                         | 199016            | 112 507    | Afrikaans                   |
| Blackheath                        | 199022            | 56 114     | Afrikaans                   |
| Blouberg                          | 199013            | 106 222    | Anglais                     |
| Blue Downs                        | 199035            | 92 330     | Afrikaans                   |
| Brackenfell                       | 199019            | 44 842     | Afrikaans                   |
| Cape Farms                        | 199005            | 1 563      | Afrikaans                   |
| Cape Metro                        | 199002            | 11 916     | Afrikaans                   |
| Le Cap                            | 199041            | 433 688    | Afrikaans                   |
| Capetown NU                       | 199009            | 485        | Anglais                     |
| Castle Rock                       | 199057            | 5 595      | Anglais                     |
| City of Capetown NU               | 199048            | 1 560      | Afrikaans                   |
| Crossroads                        | 199032            | 36 043     | Xhosa                       |
| Delft                             | 199023            | 152 030    | Afrikaans                   |
| Durbanville                       | 199017            | 54 286     | Afrikaans                   |
| Durhamville                       | 199010            | 323        | Xhosa                       |
| Eerste River                      | 199036            | 39 237     | Afrikaans                   |
| Elsie's River                     | 199025            | 42 479     | Afrikaans                   |
| Epping Industria                  | 199027            | 50         | Afrikaans                   |
| Fish Hoek                         | 199052            | 11 890     | Anglais                     |
| Fisantekraal                      | 199011            | 12 369     | Afrikaans                   |
| Goodwood                          | 199026            | 50 285     | Anglais                     |
| Gordons Bay                       | 199055            | 16 776     | Afrikaans                   |
| Grassy Park                       | 199040            | 82 199     | Anglais                     |
| Gugulethu                         | 199030            | 98 468     | Xhosa                       |
| Helderberg Nature Reserve         | 199044            | 4          | Anglais                     |
| Hottentots Holland Nature Reserve | 199049            | 0          |                             |
| Hout Bay                          | 199042            | 17 900     | Anglais                     |
| Imizamo Yethu                     | 199043            | 15 538     | Xhosa                       |
| Khayelitsha                       | 199038            | 391 749    | Xhosa                       |
| Klipheuwel                        | 199008            | 2 294      | Afrikaans                   |
| Kommetjie                         | 199054            | 16 911     | Afrikaans                   |
| Kraaifontein                      | 199018            | 154 615    | Afrikaans                   |
| Kuils River                       | 199020            | 46 686     | Afrikaans                   |
| Langa                             | 199028            | 52 401     | Xhosa                       |
| Macassar                          | 199037            | 33 225     | Afrikaans                   |
| Mamre                             | 199001            | 9 048      | Afrikaans                   |
| Matroosfontein                    | 199024            | 77 121     | Afrikaans                   |
| Melkbosstrand                     | 199007            | 11 586     | Afrikaans                   |
| Mfuleni                           | 199034            | 52 274     | Xhosa                       |
| Milnerton                         | 199014            | 95 630     | Anglais                     |
| Mitchell's Plain                  | 199039            | 310 485    | Anglais                     |
| Muizenberg                        | 199050            | 36 857     | Anglais                     |
| Nomzamo                           | 199046            | 60 528     | Xhosa                       |
| Noordhoek                         | 199051            | 31 980     | Xhosa                       |
| Nyanga                            | 199031            | 57 996     | Xhosa                       |
| Parow                             | 199015            | 119 462    | Afrikaans                   |
| Pella                             | 199003            | 1 681      | Afrikaans                   |
| Philadelphia                      | 199006            | 570        | Afrikaans                   |
| Philippi                          | 199033            | 200 603    | Xhosa                       |
| Robben Island                     | 199012            | 116        | Xhosa                       |
| Scarborough                       | 199056            | 1 075      | Anglais                     |
| Simon's Town                      | 199053            | 6 569      | Anglais                     |
| Smitswinkelbaai                   | 199058            | 4          | Afrikaans                   |
| Somerset West                     | 199045            | 55 166     | Afrikaans                   |
| Strand                            | 199047            | 55 558     | Afrikaans                   |
| TOTAL                             | 199               | 3 740 026  | Afrikaans                   |

## Historique

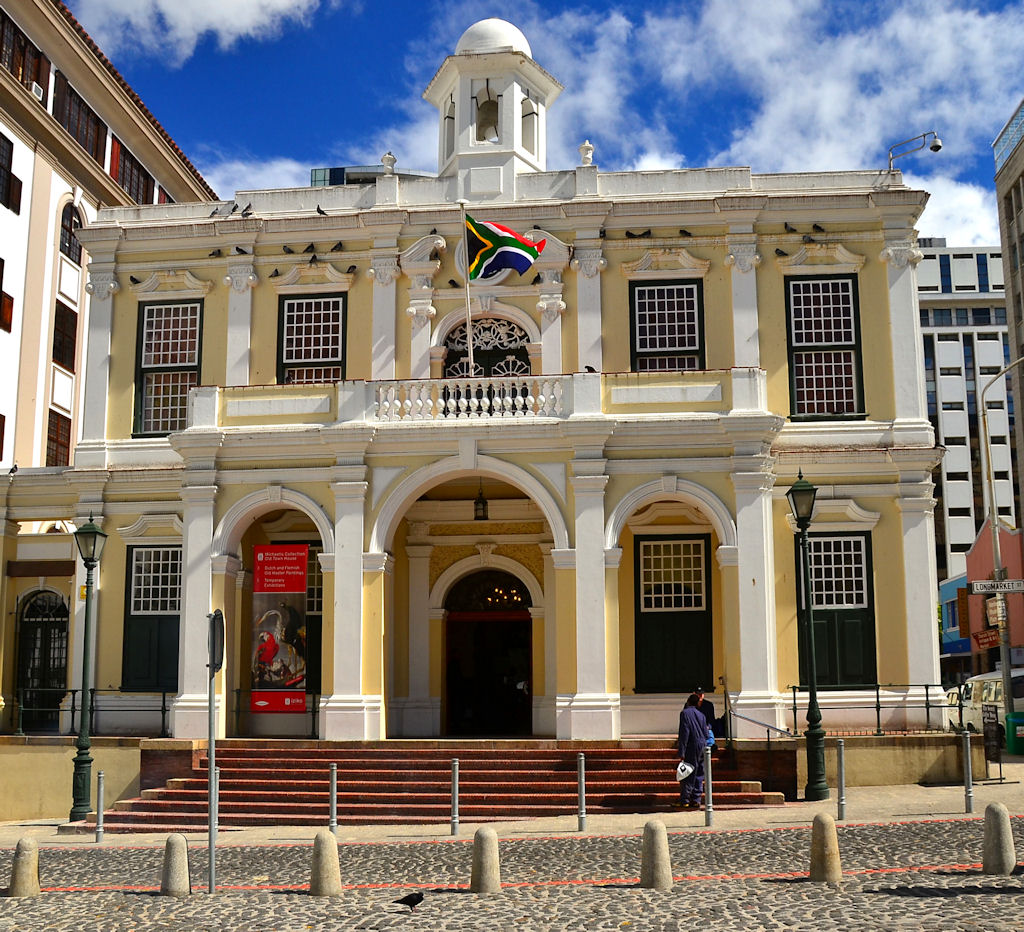
Old Town House

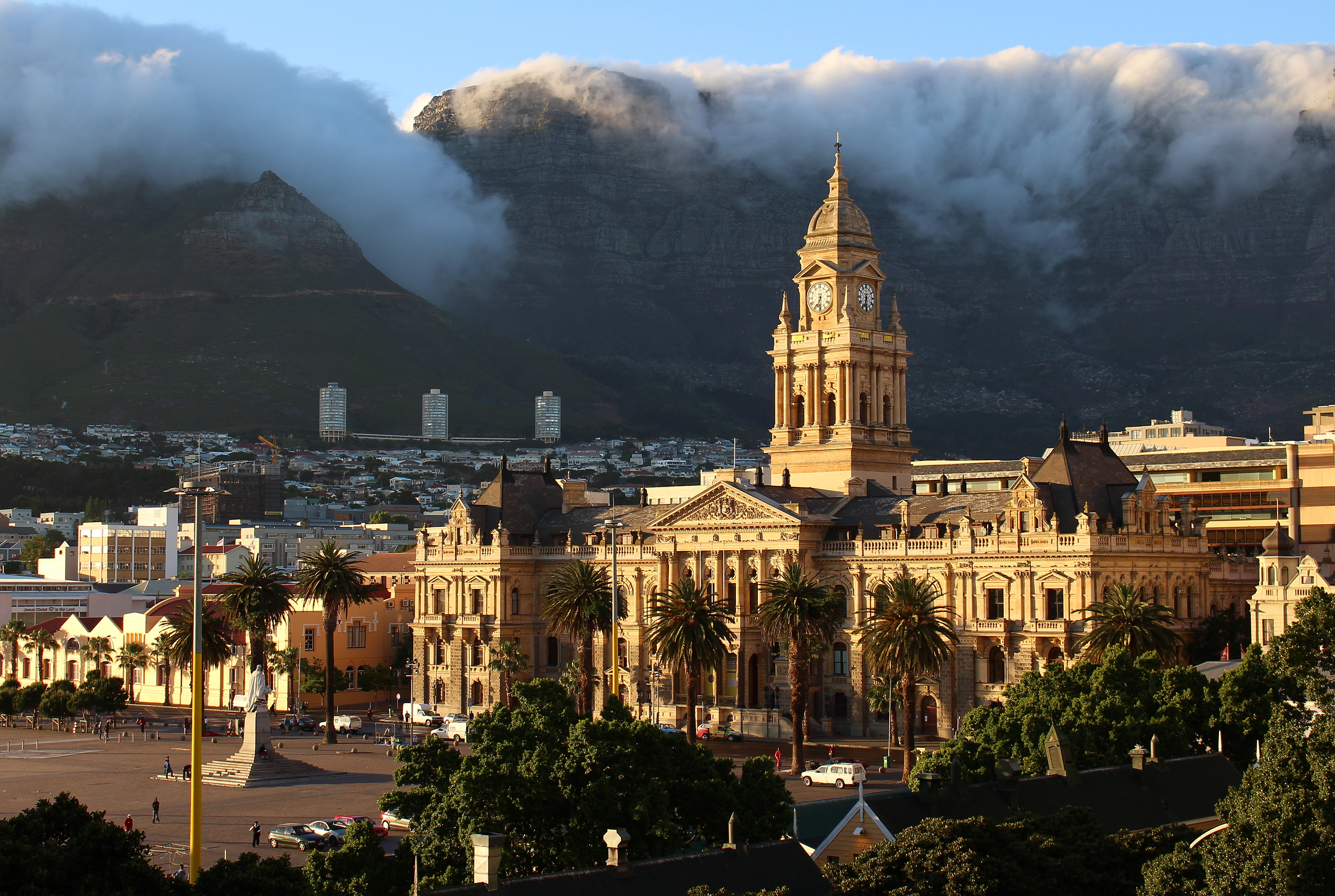
Hôtel de ville du Cap (1910)

### Le City Bowl
Fondée en 1652, Le Cap est la cité-mère d'Afrique du Sud. Gouvernée d'abord par les autorités exécutives de la colonie du Cap, elle obtient son premier gouvernement autonome en 1839 par une ordonnance lui conférant un statut municipal. À sa création, la municipalité ne gouverne que le City Bowl, qui correspond à l'époque à la superficie urbaine de la ville du Cap (centre historique).
L'urbanisation progressive de la proche banlieue du Cap, de la péninsule du Cap et de False Bay amène le gouvernement colonial à créer de nouvelles municipalités. En 1881, des municipalités séparées sont créées dans la banlieue du Cap (Woodstock, Rondebosch, Claremont, Newlands, Wynberg et Kalk Bay).
En 1902, la péninsule compte à elle-seule 11 municipalités autonomes : Le Cap, Claremont, Green Point/Sea Point, Kalk Bay, Maitland, Mowbray, Rondebosch, Simon’s Town, Woodstock et Wynberg ainsi qu'un conseil des localités et zones rurales.

### Le Grand Cap
En 1913, 8 de ces 11 municipalités fusionnent pour former la City of Greater Cape Town comprenant Le Cap (le City Bowl) et ses banlieues les plus proches que sont Greenpoint, Sea Point, Woodstock, Maitland, Mowbray, Rondebosch, Claremont et Kalk Bay. En 1927, Wynberg est à son tour annexé à la ville.
De nouvelles municipalités continuent cependant à émerger dans et autour de la péninsule du Cap : Fish Hoek (1940), Bellville, Durbanville, Goodwood et Parow (1945), Pinelands (1948), Kuils River (1950), Milnerton (1955) ou encore Brackenfell (1970).
Durant les années 1950 et 60, le conseil municipal du Grand Cap compte 45 conseillers municipaux dont 6 coloureds élus sur la liste électorale commune jusqu'au début des années 1960.

### Le conseil métropolitain: une étape vers l'unification municipale du Cap
En 1995, la réforme des gouvernements locaux abroge les 58 anciennes structures municipales alors existantes et met en place des structures municipales de transition. Le Cap est ainsi dirigé jusqu'en juin 1996 par un conseil de transition (City of Cape Town Transitional Council) avant de laisser la place à un conseil métropolitain (le Cape Metropolitan Council) chapeautant 6 nouvelles municipalités pour gérer l'ensemble de l'aire métropolitaine du Cap. Les 6 municipalités ainsi constituées sont :
- la municipalité de la ville du Cap (City of Cape Town Municipality ) qui succède à l'ancienne City of Greater Cape Town avec le City Bowl (De Waterkant, Foreshore, Gardens, Higgovale, Oranjezicht, Salt River, Schotsche Kloof, Tamboerskloof, University Estate, Vredehoek, Walmer Estate, Woodstock, Zonnebloem), les banlieues de Camps Bay, Clifton, Fresnaye, Green Point, Sea Point, Mouille Point, Maitland, Mowbray, Rondebosch, Claremont, Pinelands, Athlone et les townships de Langa, Nyanga, Philippi, Gugulethu et Mitchell's Plain.
- la Municipalité du sud de la péninsule (South Peninsula Municipality) : Hout Bay, Llandudno, Bergvliet, Wynberg, Constantia, Fish Hoek, Kommetjie, Noordhoek, Simonstown, Muizenberg et les townships d'Ocean View, de Grassy Park ou de Masiphumelele.
- la municipalité de Blaauwberg (Blaauwberg Municipality) : Milnerton, Mamre, Alantis, Pella, Melkbosstrand et Bloubergstrand.
- la municipalité de la ville de Tygerberg (City of Tygerberg Municipality) : Bellville, Bothasig, Durbanville, Fisantekraal, Goodwood, Parow, Delft, Elsie's River, Khayelitsha et Mfuleni.
- la municipalité de Oostenberg (Oostenberg Municipality ) : Kraaifontein, Brackenfell, Kuils River, Blue Downs, Blackheath et Eerste River.
- la municipalité d'Helderberg (Helderberg Municipality) : les cités balnéaires de Somerset West, Strand et Gordons Bay ainsi que le village de Macassar et le township de Nomzamo.

Comme les 6 municipalités, le conseil métropolitain est dirigé par un exécutif municipal dont le maire est cependant élu par les conseillers municipaux pour un mandat d'un an renouvelable chaque année.

### La municipalité unifié du Cap
En 2000, les 6 municipalités sont finalement fusionnées avec le Cape Metropolitan Council pour former la nouvelle municipalité de la ville du Cap (City of Cape Town), avec un gouvernement central dirigé par un maire aux pouvoirs exécutifs pour administrer toute la zone métropolitaine du Cap (métropole du Cap).

## Organisation administrative de la municipalité du Cap

Les 24 arrondissements (sub-councils) du Cap

Le conseil municipal du Cap comprend 221 conseillers municipaux qui élisent le maire exécutif pour une durée de 5 ans. Le maire nomme pour sa part les 11 membres de son comité exécutif chargé de gouverner la ville.
La municipalité est divisée en 111 circonscriptions, chacune élisant un conseiller municipal au scrutin majoritaire uninominal à un tour. Les 110 autres conseillers municipaux sont élus sur la base d'un scrutin de liste à la proportionnelle.
La municipalité est divisée en 24 arrondissements. Chacun d'entre eux regroupe plusieurs circonscriptions municipales et est géré par un conseil d'arrondissement, composé des conseillers municipaux élus dans la circonscription et de ceux élus sur la liste proportionnelle et désignés pour y siéger. Ces conseillers d'arrondissements ont notamment la charge d'élire le président du conseil d'arrondissement.

### Maires de la municipalité métropolitaine du Cap (depuis 2001)
| # | Nom                | Parti                                        | Mandat                                                          |
| - | ------------------ | -------------------------------------------- | --------------------------------------------------------------- |
| 1 | Peter Marais       | Nouveau Parti national/Alliance démocratique | 2001–2002                                                       |
| 2 | Gerald Morkel      | Alliance démocratique                        | 2002                                                            |
| 3 | Nomaindia Mfeketo  | ANC                                          | 2002-2006                                                       |
| 4 | Helen Zille        | Alliance démocratique                        | 2006-2009                                                       |
|   | Grant Haskin       | Parti chrétien démocrate africain            | Interim du 29 avril au 12 mai 2009                              |
| 5 | Dan Plato          | Alliance démocratique                        | 12 mai 2009 - 1er juin 2011                                     |
| 6 | Patricia de Lille  | Alliance démocratique                        | 1er juin 2011 - 31 octobre 2018                                 |
|   | Ian Neilson        | Alliance démocratique                        | Intérim du 8 au 15 mai 2018 et du 31 octobre au 6 novembre 2018 |
| 7 | Dan Plato          | Alliance démocratique                        | 6 novembre 2018 - 17 novembre 2021                              |
| 8 | Geordin Hill-Lewis | Alliance démocratique                        | Depuis le 18 novembre 2021                                      |

## Politique et élections locales

Carte électorale des circonscriptions sectorielles (Wards) remportées au scrutin majoritaire uninominal lors des élections municipales de 2011: en bleu celles gagnées par les candidats de la DA et en vert celles gagnées par les candidats de l'ANC

La répartition des sièges dans le conseil municipal issu des élections municipales sud-africaines de 2016

La ville du Cap était politiquement libérale durant les années d'apartheid, acquise notamment au parti progressiste fédéral puis au parti démocratique. Frank van der Velde, maire du Cap de septembre 1991 à septembre 1993 sous les couleurs du parti démocratique, rejoignit le congrès national africain le 4 juin 1994, soit à peine plus d'un mois après les premières élections multiraciales du 27 avril 1994. Peuplée majoritairement de blancs anglophones, d'Afrikaners et de métis de langue afrikaans, la nouvelle métropole, chapeautant Le Cap, ses banlieues et toutes les municipalités de la péninsule, devint néanmoins un bastion du parti national dès les élections municipales de mai 1996.
Aux élections municipales de décembre 2000, Peter Marais, candidat de la toute nouvelle Alliance démocratique (DA), est  élu maire de la toute nouvelle et centralisée municipalité métropolitaine de la ville du Cap. Impliqué dans un scandale politique, il est indirectement responsable de la crise fin 2001 qui aboutit à la scission de la DA et au rapprochement du Nouveau Parti national avec l'ANC. Marais est alors remplacé par Gerald Morkel (DA) qui doit peu après, laisser la place à Nomaindia Mfeketo (en), une élue de l'ANC, à la suite de la redistribution des sièges au sein de l'assemblée municipale.
Aux élections municipales du 1er mars 2006, avec 37,91 % des suffrages et 81 sièges, l'ANC est battue par l'Alliance démocratique (41,85 % et 90 sièges). C'est alors la seule défaite d'importance de l'ANC qui a vu son score national augmenter de dix points. 

Néanmoins, avec la majorité relative de 90 sièges sur 210, l'Alliance démocratique doit, pour gouverner, s'allier à des petits partis comme le parti chrétien démocrate africain (3,22 % et 7 sièges), le parti musulman africain (3 sièges), le Mouvement démocratique uni (2 sièges), le Front de la liberté (1 siège) ou encore le parti universel (1 siège). Comme quoi, le 15 mars 2006, Helen Zille (DA) est élue maire du Cap par 106 voix contre 103 à Nomaindia Mfeketo (ANC) et devient la seule femme blanche à diriger une des six plus grandes métropoles d'Afrique du Sud. Un an plus tard, les démocrates indépendants (10,5 % et 23 sièges) rejoignent à leur tour la majorité municipale avant de fusionner avec la DA.
Lors des élections municipales de mai 2011, l'Alliance démocratique remporte la municipalité du Cap avec 61,09 % des suffrages (135 sièges) contre 33,03 % à l'ANC (73 sièges). L'ACDP et le COPE obtiennent 3 sièges chacun et le FF+ conserve son unique siège. L'Alliance démocratique amplifie sa majorité à la suite des élections municipales sud-africaines de 2016 où elle obtient 66,75% des voix et 154 des 231 sièges du conseil municipal, loin devant l'ANC (24,52% et 57 sièges).
Le 1er juin 2011, le nouveau maire du Cap, élue par le conseil municipal, est Patricia de Lille (DA). Réélue en 2016, elle exerce cette fonction jusqu'à son exclusion de la DA en mai 2018.

### Élections municipales

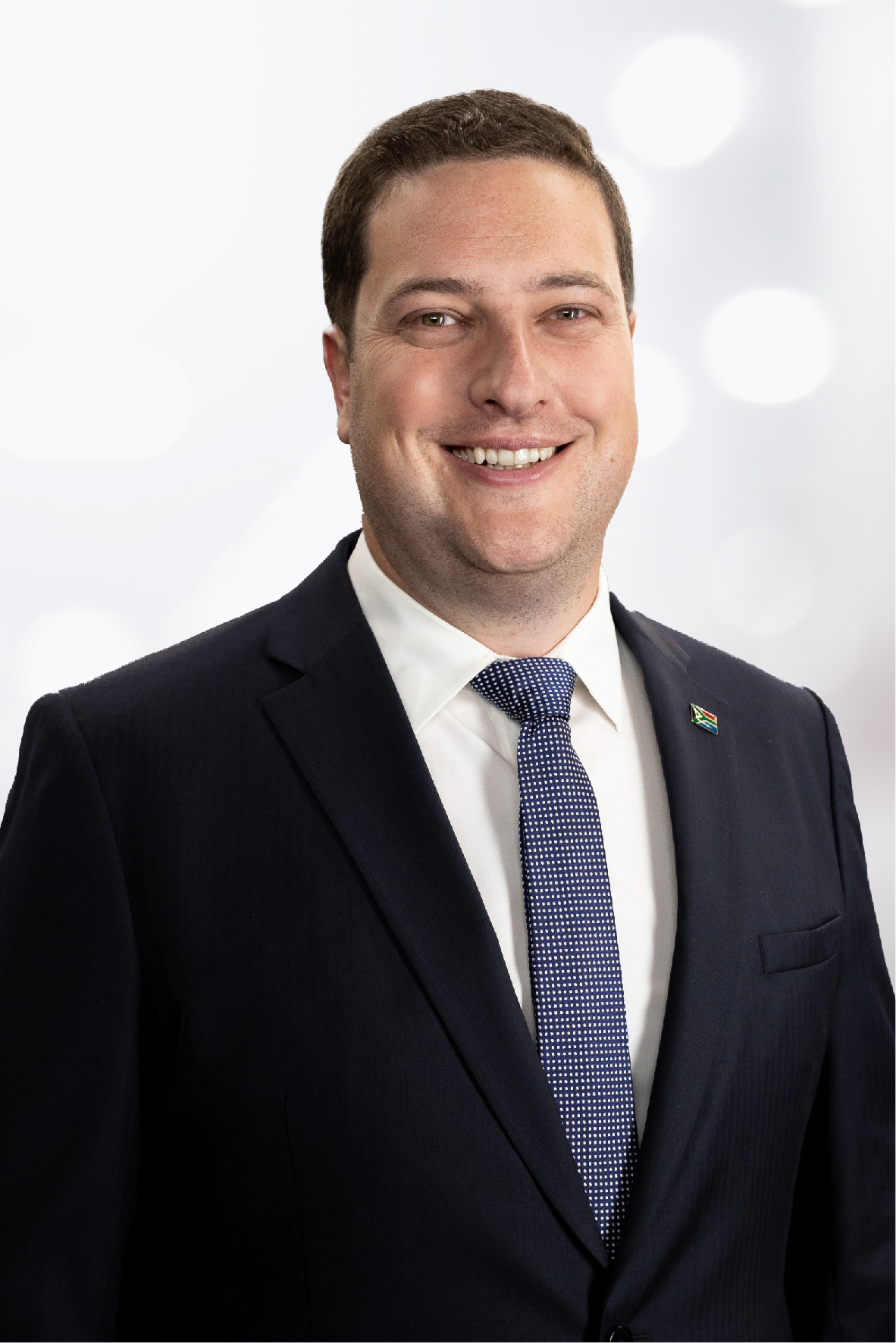
Geordin Hill-Lewis, maire du Cap depuis le 18 novembre 2021

| Élections municipales sud-africaines de 2021 au Cap | Élections municipales sud-africaines de 2021 au Cap | Élections municipales sud-africaines de 2021 au Cap | Élections municipales sud-africaines de 2021 au Cap | Élections municipales sud-africaines de 2021 au Cap | Élections municipales sud-africaines de 2021 au Cap | Élections municipales sud-africaines de 2021 au Cap | Élections municipales sud-africaines de 2021 au Cap | Élections municipales sud-africaines de 2021 au Cap |
| Partis                                              | Partis                                              | Votes                                               | Votes                                               | Votes                                               | Votes                                               | Sièges                                              | Sièges                                              | Sièges                                              |
| Partis                                              | Partis                                              | Ward                                                | Liste                                               | Total                                               | %                                                   | Ward                                                | Liste                                               | Total                                               |
| --------------------------------------------------- | --------------------------------------------------- | --------------------------------------------------- | --------------------------------------------------- | --------------------------------------------------- | --------------------------------------------------- | --------------------------------------------------- | --------------------------------------------------- | --------------------------------------------------- |
|                                                     | Alliance Démocratique                               | 524,373                                             | 537,284                                             | 1,061,657                                           | 58.3%                                               | 83                                                  | 53                                                  | 136                                                 |
|                                                     | Congrès national africain                           | 167,843                                             | 170,746                                             | 338,589                                             | 18.6%                                               | 33                                                  | 10                                                  | 43                                                  |
|                                                     | Economic Freedom Fighters                           | 37,233                                              | 37,876                                              | 75,109                                              | 4.1%                                                | 0                                                   | 10                                                  | 10                                                  |
|                                                     | Good                                                | 35,678                                              | 33,648                                              | 69,326                                              | 3.8%                                                | 0                                                   | 9                                                   | 9                                                   |
|                                                     | Cape Coloured Congress                              | 25,060                                              | 25,793                                              | 50,853                                              | 2.8%                                                | 0                                                   | 7                                                   | 7                                                   |
|                                                     | parti chrétien démocrate africain                   | 21,621                                              | 20,817                                              | 42,438                                              | 2.3%                                                | 0                                                   | 6                                                   | 6                                                   |
|                                                     | Front de la liberté                                 | 14,681                                              | 13,919                                              | 28,600                                              | 1.6%                                                | 0                                                   | 4                                                   | 4                                                   |
|                                                     | Patriotic Alliance                                  | 13,960                                              | 13,084                                              | 27,044                                              | 1.5%                                                | 0                                                   | 4                                                   | 4                                                   |
|                                                     | Al Jama-ah                                          | 11,961                                              | 10,823                                              | 22,784                                              | 1.3%                                                | 0                                                   | 3                                                   | 3                                                   |
|                                                     | Africa Restoration Alliance                         | 7,322                                               | 5,842                                               | 13,164                                              | 0.7%                                                | 0                                                   | 2                                                   | 2                                                   |
|                                                     | Cape Independence Party                             | 5,528                                               | 5,302                                               | 10,830                                              | 0.6%                                                | 0                                                   | 1                                                   | 1                                                   |
|                                                     | United Independent Movement                         | 5,192                                               | 5,048                                               | 10,240                                              | 0.6%                                                | 0                                                   | 1                                                   | 1                                                   |
|                                                     | Indépendants                                        | 9,998                                               | –                                                   | 9,998                                               | 0.5%                                                | 0                                                   | –                                                   | 0                                                   |
|                                                     | Cape Muslim Congress                                | 3,232                                               | 3,334                                               | 6,566                                               | 0.4%                                                | 0                                                   | 1                                                   | 1                                                   |
|                                                     | Mouvement démocratique uni (UDM)                    | 2,476                                               | 3,099                                               | 5,575                                               | 0.3%                                                | 0                                                   | 1                                                   | 1                                                   |
|                                                     | African Independent Congress                        | 2,854                                               | 2,594                                               | 5,448                                               | 0.3%                                                | 0                                                   | 1                                                   | 1                                                   |
|                                                     | Congrès panafricain d'Azanie                        | 1,818                                               | 2,723                                               | 4,541                                               | 0.2%                                                | 0                                                   | 1                                                   | 1                                                   |
|                                                     | Democratic Independent Party                        | 1,872                                               | 1,584                                               | 3,456                                               | 0.2%                                                | 0                                                   | 1                                                   | 1                                                   |
|                                                     | 36 autres partis                                    | 14,329                                              | 19,515                                              | 33,844                                              | 1.9%                                                | 0                                                   | 0                                                   | 0                                                   |
| Total                                               | Total                                               | 907,031                                             | 913,031                                             | 1,820,062                                           |                                                     | 116                                                 | 115                                                 | 231                                                 |
|                                                     |                                                     |                                                     |                                                     |                                                     |                                                     |                                                     |                                                     |                                                     |
| Votes valides                                       | Votes valides                                       | 907,031                                             | 913,031                                             | 1,820,062                                           | 98.8%                                               |                                                     |                                                     |                                                     |
| Votes invalidés                                     | Votes invalidés                                     | 10,866                                              | 10,894                                              | 21,760                                              | 1.2%                                                |                                                     |                                                     |                                                     |
| Total des votes                                     | Total des votes                                     | 917,897                                             | 923,925                                             | 1,841,822                                           |                                                     |                                                     |                                                     |                                                     |
|                                                     |                                                     |                                                     |                                                     |                                                     |                                                     |                                                     |                                                     |                                                     |
| Participation                                       | Participation                                       | 934,448                                             |                                                     |                                                     |                                                     |                                                     |                                                     |                                                     |
| Votants enregistrés                                 | Votants enregistrés                                 | 1,973,708                                           |                                                     |                                                     |                                                     |                                                     |                                                     |                                                     |
| Participation (%)                                   | Participation (%)                                   | 47.3%                                               |                                                     |                                                     |                                                     |                                                     |                                                     |                                                     |

## Accès aux besoins de base
Selon une étude de la SA Institute of Race Relation, publiée en 2016, 93,4 % des résidents de la métropole du Cap ont accès à l'électricité, soit le taux le plus élevé du pays. De même, la métropole du Cap a le taux d'équipement et d'accès aux commodités (toilettes publiques ou privées) le plus élevé du pays (91,4 %).